# Rockingham (Vermont)
Rockingham – miasto w Stanach Zjednoczonych, w stanie Vermont, w hrabstwie Windham.